# Chad Channing
Chad Channing (n. 31 ianuarie 1967 în Santa Rosa, CA) este un muzician american, cel mai cunoscut ca bateristul trupei Nirvana din 1988 până în 1990 - interval în care formația a înregistrat și lansat albumul de debut Bleach. În prezent cântă la voce și bas în grupul Before Cars. 